# Загородний, Владимир Анатольевич
Влади́мир Анато́льевич Загоро́дний (род. 11 ноября 1983, Симферополь) — украинский и (с 2015 года) российский шоссейный и трековый велогонщик, выступал на профессиональном уровне во второй половине 2000-х — первой половине 2010-х годов. Победитель этапов Кубка мира на треке в командной гонке преследования, двукратный чемпион Европы среди андеров, дважды чемпион украинского национального первенства в групповой гонке на шоссе. Мастер спорта Украины международного класса. Ныне — тренер по велоспорту.

## Биография
Владимир Загородний родился 27 июня 1981 года в городе Симферополе Крымской области Украинской ССР. Занимался велоспортом в местной секции с раннего детства, в разное время проходил подготовку под руководством таких специалистов как В. В. Черченко, Л. Н. Полатайко, В. В. Климов, Р. В. Кононенко.
Начинал спортивную карьеру как трековый гонщик, специалист по командной гонке преследования. Первого серьёзного успеха на международном уровне добился в 2002 году, когда вошёл в состав украинской национальной сборной и побывал на молодёжном чемпионате Европы в Германии, где вместе со своими партнёрами завоевал в командном преследовании золотую медаль. Год спустя на европейском первенстве среди андеров в России вновь был лучшим в той же дисциплине. В это время начал выступать на взрослом уровне, совместно с партнёрами по команде Александром Симоненко, Виталием Попковым и Владимиром Дюдей выиграл этап Кубка мира в Кейптауне, стал бронзовым призёром этапа в Москве.
В 2005 году выиграл командное преследование на этапе Кубка мира в Москве и в качестве стажёра присоединился к итальянской команде Domina Vacanze, с которой принял участие в нескольких шоссейных гонках в Европе.
В 2006 и 2007 годах дважды подряд становился чемпионом Украины по шоссейному велоспорту в групповых гонках. Представляя итальянские клубы S. C. Pagnoncelli-NGC-Perrel и OTC Doors-Lauretana, добился первых побед и на международной арене, в частности в 2008 году сумел выиграть отдельные этапы многодневных гонок «Джиро дель Трентино» и «Тур озера Цинхай».
В 2009 году закрыл десятку сильнейших в генеральной классификации «Тура Хайнаня» в Китае, при этом он находился в составе итальянской команды Lampre-Fondital.
Позже перешёл в менее известную итальянскую команду Miche, а затем стал гонщиком иранского клуба Suren Cycling Team, с которым достаточно успешно выступил в «Туре Борнео» и «Туре Малайзии».
В период 2013—2014 годов являлся членом украинской континентальной команды Kolss Cycling Team. Наиболее значимое достижение в это время — победа в прологе многодневной гонки «Тур Румынии».
Последний раз показывал сколько-нибудь значимые результаты на международном уровне в 2015 году в составе тайваньского клуба RTS-Monton Racing — выступал с ним преимущественно на различных азиатских гонках: «Тур Кореи», «Тур Китая», «Тур озера Поянху» и др.
За выдающиеся спортивные достижения удостоен почётного звания «Мастер спорта Украины международного класса».
После завершения спортивной карьеры занялся тренерской деятельностью, работает тренером в крымской Специализированной детско-юношеской спортивной школе олимпийского резерва по велоспорту № 1. Входит в тренерский состав сборной команды Республики Крым по велоспорту на треке.